# Рей, Марта
Марта Рей (англ. Martha Raye; 27 августа 1916 — 19 октября 1994) — американская актриса, певица и комедиантка, которая достигла успехов в голливудских кинофильмах периода 1930-х и 1940-х годов, а на более позднем этапе – на телевидении. Помимо известности в качестве актрисы и общественного деятеля, прославилась своими многочисленными браками: она была замужем семь раз. Рей страдала от болезни Альцгеймера. В 1993 году в связи с проблемами кровообращения ей ампутировали обе ноги. Умерла от пневмонии 19 октября 1994 года.

## Избранная фильмография
- 1939 — Никогда не отчаивайся / Never Say Die — Микки Хокинс
- 1947 — Месье Верду / Monsieur Verdoux — Аннабелла Бонёр
- 1970 — Финкс / The Phynx — Фокси

## Награды и номинации
- «Оскар»
  - 1969 — Награда имени Джина Хершолта

«Эмми»
  - 1953 — Премия «Эмми» за лучшую женскую роль в комедийном телесериале (номинация)
  - 1954 — Премия «Эмми» за лучшую женскую роль в комедийном телесериале (номинация)
  - 1976 — Премия «Эмми» в категории «Лучшая приглашённая актриса в драматическом телесериале» «Макмиллан и жена» (номинация)

«Золотой глобус»
  - 1963 — Премия «Золотой глобус» за лучшую женскую роль второго плана — Кинофильм «Джамбо Билли Роуза» (номинация)

«Премия Гильдии киноактёров США»
  - 1974 — Премия Гильдии киноактёров США за вклад в кинематограф

Голливудская «Аллея славы»
  - 1960 — Звезда на Аллее славы за вклад в кинематограф
  - 1960 — Звезда на Аллее славы за вклад в телевидение

Президентская медаль Свободы
  - 1993 — Президентская медаль Свободы за заслуги перед страной